# November (film)
November è un film del 2004 diretto da Greg Harrison.
Courteney Cox interpreta Sophie, una fotografa la cui vita inizia a svelarsi dopo un incidente traumatico il 2004 novembre che ha coinvolto il suo fidanzato, interpretato da James LeGros. Il film è interpretato da Michael Ealy, Nora Dunn, Anne Archer, Nick Offerman e Matthew Carey.
Il film indipendente a basso budget è stato diretto da Greg Harrison, scritto da Benjamin Brand e Harrison, e prodotto da Danielle Renfrew e Gary Winick. Sony Pictures Classics lo ha distribuito nei cinema degli Stati Uniti il 22 luglio 2005, e mentre la sua premiata fotografia video digitale è stata elogiata, molte recensioni hanno criticato la storia del film per essere troppo ambigua e derivata da altri film. I critici lo hanno paragonato al lavoro di registi come David Lynch e M. Night Shyamalan.

## Trama
La sera del 7 novembre, la fotografa Sophie Jacobs e il suo fidanzato avvocato Hugh vanno a cena in un ristorante cinese. Mentre tornano a casa, Sophie sviluppa un desiderio matto di "qualcosa di dolce" e ferma la loro auto in un minimarket. Mentre Hugh è nel negozio a comprare del cioccolato per Sophie, un uomo armato arriva e blocca il negozio, sparando al commesso, a suo figlio e a Hugh morti. Scappa quando arriva Sophie.
Sophie sprofonda in una profonda depressione e non riesce a cancellare la voce di Hugh dalla segreteria telefonica del loro appartamento. Consulta il suo psichiatra, il dottor Fayn, sui mal di testa persistenti di cui soffre dalla sua morte. Dice al dottor Fayn che i mal di testa hanno iniziato a verificarsi prima dell'incidente al minimarket e che aveva avuto una relazione con un collega, Jesse. Dopo la morte di Hugh, Sophie cena con sua madre, Carol Jacobs, che accidentalmente rovescia un bicchiere.
Durante un corso di fotografia universitaria che insegna, Sophie installa un proiettore di diapositive per gli studenti per mostrare le loro migliori fotografie. Una diapositiva nella presentazione raffigura l'esterno del minimarket la sera del 7 novembre. Sophie contatta l'agente Roberts, il capo delle indagini sulle sparatorie al minimarket, che è perplesso quanto lei su chi sia responsabile delle foto. I mal di testa di Sophie continuano, e inizia a sentire strani rumori provenienti dall'interno del suo condominio e voci misteriose al telefono. Più tardi, l'agente Roberts scopre che la foto del minimarket è stata pagata con la carta di credito di Sophie.
Il film presenta altre due versioni diverse di questi eventi, e Sophie deve capire quale sia reale prima di perdere la presa sulla sua sanità mentale e sulla sua vita. La seconda versione suggerisce che Sophie era presente alla sparatoria e fu risparmiata solo perché il tiratore finì i proiettili, e la terza suggerisce che sia Sophie che Hugh furono uccisi. Nelle parole di Cox, il suo personaggio "attraversa tre fasi. Prima c'è la negazione. Poi si sente in colpa e triste per la situazione. Poi deve imparare ad accettarlo". Secondo Greg Harrison, gli eventi del film erano ricordi di Sophie mentre lei e Hugh giacevano morenti sul pavimento del minimarket: "Ogni movimento di questo ricordo era il suo processo di venire a patti con il terribile trauma, che era che era stata uccisa senza assolutamente motivo, ed era un atto casuale di violenza che non poteva affrontare". Ha aggiunto che sentiva che novembre era abbastanza "aperto" da sperare che gli spettatori "inventassero le storie più belle che sono molto diverse da come le ho viste io".

## Sviluppo
La sceneggiatura del film è stata scritta da Benjamin Brand, che aveva scritto e venduto diverse sceneggiature non prodotte agli studios. Brand ha lavorato come assistente della produttrice Danielle Renfrew nel film Groove (2000), diretto da Greg Harrison. Brand, Renfrew e Harrison erano amici e vivevano nella loro città natale di San Francisco sviluppando progetti separati negli studi "Major film studios#Mini-majors" che, secondo Renfrew, stavano "sguazzando nell'inferno dello sviluppo". Brand vide una notizia su una rapina in un negozio in cui il rapinatore aveva nascosto il corpo del cassiere dietro il bancone e poi impersonato il cassiere mentre i clienti entravano. Attingendo da questa storia e dalle esperienze della sua vita (aveva precedentemente insegnato fotografia all'Academy of Art), Brand scrisse una sceneggiatura e la presentò a Renfrew e Harrison. Entrambi sono rimasti impressionati e Harrison ha detto che era "affascinante ... una specie di esercizio astratto di narrazione, che ho trovato eccitante e audace".
Brand e Harrison lavorarono su diverse bozze della sceneggiatura nei sei mesi successivi. Harrison, che ha citato la morte di un caro amico come una delle sue ispirazioni personali per il film, si è concentrato sull'inserimento di elementi più emotivi nella sceneggiatura; Nelle sue parole stavano "cercando di esprimere l'esperienza soggettiva del trauma". Una volta completata una bozza, il gruppo iniziò a presentare il progetto a varie società di produzione. Renfrew scelse consapevolmente di evitare di portare il progetto ai principali studi di Hollywood come la 20th Century Fox o la Warner Bros. e optò invece per "compagnie più piccole che erano interessate a fare qualcosa fuori dal centro". Una svolta fu raggiunta dopo un incontro con il direttore Gary Winick, che aveva fondato una società a New York chiamata InDigEnt. La società si è specializzata nel supporto di film a basso budget girati su video digitale come Personal Velocity (2002), Tadpole (2002) e Pieces of April (2003). Il film di debutto di Greg Harrison, Groove, aveva impressionato i dirigenti della compagnia, e John Sloss di Cinetic Media ha dichiarato: "Novembre è esattamente il tipo di materiale tagliente e corroborante che ha reso InDigEnt quello che è".
Before the development of the film, Harrison had cast actress Courteney Cox in a Garry Trudeau-scripted ensemble film being developed at Fox Searchlight. Cox was a comic actress widely known for her role on the television sitcom Friends and had participated in only a handful of more serious productions. While the Garry Trudeau project was intended as a comedy, Harrison said he felt Cox was "very capable of drama and was very willing and wanted to transcend her comedic persona". When the Trudeau project did not enter production, Harrison offered Cox the lead role for November without an audition: "Courteney's biggest challenge is redefining herself ... I knew I could bring something out of her that people haven't seen before", he said. Cox, who said she is more similar to her character in November than her Friends character, Monica Geller, said, "I wanted to make November because it's fascinating, confusing, ambiguous, eerie and makes you think. There aren't that many movies where you leave the theater and want to talk about them". She added, "it was trying to take you through a woman's experience of tragedy and through all the stages. I loved that".

## Produzione
Harrison, Brand e Renfrew intendevano che il film fosse ambientato e girato a San Francisco, ma sorsero problemi con la loro proposta. Cox aveva un impegno con Friends, che era in produzione a Los Angeles, e i costi di produzione del film non permisero all'intero team di produzione di trasferirsi nel nord della California per tutta la durata delle riprese. I realizzatori sono stati costretti a girare a Los Angeles, ma Renfrew in seguito non ha espresso alcun rammarico per la loro decisione: "Volevamo che la storia si svolgesse in un'area urbana anonima. E penso che ci siamo riusciti".
La produzione iniziò finalmente il 19 maggio 2003 e si svolse nei giorni liberi di Cox dal suo programma di riprese di Friends. La casa di Renfrew a Los Angeles ha sostituito l'appartamento del personaggio di Cox nel film. Il budget non consentiva il lusso dei rimorchi, ma con qualche persuasione, gli appartamenti vicini furono convertiti in aree di sosta. Per il suo ruolo Cox indossava occhiali con montature spesse, e aveva i capelli tagliati di sette pollici e una striscia grigia tinta in esso. Harrison ha detto: "È vista nel mondo della moda come glamour, un'icona pop di Friends, quindi come vestirla e anche far sentire il suo corpo diverso. Le ho fatto indossare quei vestiti in giro per casa per sentirsi una persona diversa".
Il direttore della fotografia del film era Nancy Schreiber, che non aveva mai girato un film su Mini-DV. Harrison intendeva che i cambiamenti tra i capitoli del film - e le emozioni di Sophie - fossero segnalati visivamente, e istruì Schreiber a impiegare diverse dominanti di colore di conseguenza. Per le scene iniziali della rapina (che ricorrono in tutto il film), Schreiber ha acquistato due telecamere Panasonic AG-DVX100 con bilanciamento del bianco e controlli della temperatura del colore. Li ha usati con gel luminosi e lampioni al sodio che circondavano il minimarket della vita reale dove la troupe stava girando per far apparire l'immagine verde. Un processo simile è stato utilizzato nel secondo movimento della narrazione, che è stato immerso in arancione per rappresentare la disperazione di Sophie, mentre il bianco ha espresso "accettazione" nel terzo e ultimo atto del film. Per aiutare a ottenere una dominante di colore blu per la prima fase del film ("negazione"), Schreiber ha circondato i luoghi delle riprese con macchine che pompavano fumo attraverso il set. Il direttore della fotografia e giudice del Sundance Film Festival Frederick Elmes ha commentato il lavoro di Schreiber: "Lo ha illuminato e ha usato i colori in modo che la telecamera rispondesse. E non penso che sia il genere di cose che fai per caso. Questo è completamente progettato".
Harrison ha applaudito la velocità del Mini-DV per aver permesso riprese così brevi: "A volte potevamo girare con più telecamere, il che ci ha aiutato nel nostro programma". Ha anche citato i vantaggi che Mini-DV aveva in post-produzione, stimando che il 75% -80% dell'elaborazione visiva e sonora era stata eseguita su computer desktop. November è stato girato in quindici giorni con un budget di $ 150.000 e i costi di post-produzione sono stati gli stessi - un tipico modello di produzione per i film prodotti da InDiGent. Riguardo ai tempi stretti e ai costi di produzione, Harrison ha detto: "Non consiglio di girare un film in quel modo e non voglio farlo di nuovo ad essere onesti. È molto, molto faticoso".
Una volta terminate le riprese, Harrison entrò nella sala di montaggio e costruì il film nel corso di diciotto settimane, consultando occasionalmente colleghi come Sarah Flack (montatrice di The Limey e Lost In Translation). Harrison, che aveva iniziato nell'industria cinematografica come montatore, ha notato il forte coinvolgimento del personale creativo chiave durante le fasi di pre-produzione, produzione e post-produzione, e lo ha definito "una sorta di approccio più olistico alla post-produzione". ] Ha descritto l'esperienza del montaggio del film da solo (per la maggior parte) come "brutale" ed "estenuante" ma ha detto di essere comunque soddisfatto del suo lavoro. Alla domanda sui settantatré minuti di durata del film, Renfrew ha detto che Harrison "ha lasciato che la storia e il film dettassero la lunghezza invece di cercare di forzarlo a essere una lunghezza particolare"

## Distribuzione
November è stato proiettato come selezione ufficiale al Sundance Film Festival 2004 il 18 gennaio 2004. Le recensioni della proiezione al Sundance furono generalmente positive, con Guylaine Cadorette di Hollywood.com che disse che il film era "sicuro di raccogliere buzz" al di fuori del festival, e Todd McCarthy di Variety che scrisse che il film era "un tour de force stilistico dedicato più alla costruzione di un puzzle cinematografico che a fornire soddisfazione drammatica". I produttori erano riluttanti a vendere rapidamente il film a un distributore, e il blogger di gossip Roger Friedman di Fox News ha commentato che "potrebbero aver esagerato nel destreggiarsi tra le offerte".
Il film fu venduto più tardi nello stesso anno alla Sony Pictures Classics, che aveva gestito Groove. La data di uscita cinematografica del film fu spostata all'estate successiva dopo che Courteney Cox, che era allora incinta, diede alla luce il suo primo figlio. Nel frattempo, il film è stato proiettato al di fuori degli Stati Uniti all'Oslo International Film Festival il 20 novembre 2004.
Il 26 aprile 2005, il film è stato proiettato al San Francisco International Film Festival, i cui organizzatori lo hanno descritto come un "omaggio ai thriller strabilianti di David Lynch ... Ispirato ai giochi mentali percezione contro realtà di Mulholland Drive e all'inquietante estetica psicologica di Don't Look Now di Nicolas Roeg". La risposta del pubblico alla sua proiezione al festival fu generalmente positiva, ma il critico Brandon Judell liquidò il film come "altamente irritante e privo di senso" mentre Joanne Bealy disse che era "una copia di Mulholland Drive / David Lynch ... Anche a 88 minuti, era troppo lungo per me". Il film è stato proiettato al Seattle International Film Festival il 31 maggio 2005 e al Los Angeles Film Festival il 22 giugno 2005.

## Accoglienza

### Botteghino
Nel suo primo weekend di uscita negli Stati Uniti, November ha incassato $ 21.813 in otto sale e ha debuttato al numero sessantatré nella classifica del botteghino. Ha raggiunto il numero cinquantanove nel suo secondo fine settimana (aiutato dalla sua espansione in altri nove teatri) e ha generato $ 192.186 in vendite di biglietti in dodici settimane. Originariamente era previsto che entrasse in distribuzione alla fine dell'estate, ma Sony Pictures Classics ha scelto di espandere il film in non più di 27 sale (nella sua sesta settimana).

## Riconoscimenti
Al Sundance Film Festival del 2004, Nancy Schreiber ha vinto il premio per l'eccellenza drammatica nella cinematografia. Schreiber ha detto che la vittoria è stata "piuttosto uno shock, dal momento che era su mini-dv e ci siamo trovati di fronte a film girati su pellicola". Danielle Renfrew è stata nominata per il Producers Award agli Independent Spirit Awards del 2004 per il suo lavoro su November e Groove.